# East 143rd Street – St. Mary’s Street
East 143rd Street – St. Mary’s Street – stacja metra nowojorskiego, na linii 6. Znajduje się w dzielnicy Bronx, w Nowym Jorku i zlokalizowana jest pomiędzy stacjami East 149th Street i Cypress Avenue. Została otwarta 7 stycznia 1919.